# Spiraea polonica
Spiraea polonica là loài thực vật có hoa trong họ Hoa hồng. Loài này được BLocki miêu tả khoa học đầu tiên.